# Acalypha dikuluwensis
Acálypha dikuluwénsis (лат.) — вымерший к 2012 году вид двудольных растений рода Акалифа (Acalypha) семейства Молочайные (Euphorbiaceae). Впервые описан ботаниками Полем Дювиньо и Жанин Деви в 1963 году.
Синоним — Acalypha cupricola Robyns.

## Распространение и экология
Считается, что растение являлось эндемиком ДР Конго (Заира), однако отдельные источники расширяют ареал вида до Замбии. В ДР Конго растение было известно из единственного участка площадью 0,1—1 км² в местности Дикулуве в провинции Катанга.
Рос на медных обнажениях в саваннах Катангского медного пояса. Acalypha dikuluwensis был явным металлофитом, росшим исключительно на почвах с высоким содержанием меди: на участках его произрастания концентрация этого металла достигала свыше 2500 мд, причём растение могло выдерживать концентрацию до 50 000 мд. Приспособляемость к обогащённым медью почвам среди растений — довольно редкое явление.

## Ботаническое описание
Стебель высотой не более 25 см.
Листья от широкояйцевидных до почти округлых.
Плоды неизвестны.
Был очень близок виду Acalypha clutioides, но отличался, в частности, более густым опушением, меньшей плотностью олиствения, различной формой нижних листьев.

## Природоохранная ситуация
Причиной исчезновения вида стало разрушение его среды обитания, вызванное горнодобывающей деятельностью в местах произрастания. Начиная с 1959 года, несмотря на активные поиски, в дикой природе не было обнаружено ни одного экземпляра растения. С 2012 года Acalypha dikuluwensis, согласно данным МСОП считается вымершим видом («EX»).
Растение никогда не находилось под защитой на государственном уровне.